# 日本全国酒飲み音頭
日本全国酒飲み音頭（にほんぜんこくさけのみおんど）はコミックバンドのバラクーダの曲。1979年12月にリリースされた。作詞：岡本圭司、作曲：ベートーベン鈴木。

## 解説
この曲の原型は、ディズニー映画『シンデレラ』の劇中歌『ビビディ・バビディ・ブー』である。日本の行事を覚えるために留学生の間で広まっていた『ビビディ・バビディ・ブー』の替え歌で、「1月は正月で……」という歌詞も既に存在していた。駒場東大前駅の留学生会館近くのスナックで留学生が歌うのを耳にした鈴木は、バラクーダの公演でこの替え歌を取り上げ、好評だったことからレコード化を企画した。しかし子供向けの歌に飲酒に関する替え歌歌詞を当てることを問題視され、『ビビディ・バビディ・ブー』の著作権者のディズニーからメロディーの使用を許可されなかったため、鈴木の作った新しいメロディーに差し替える形でレコード化した。1番の歌詞は元の替え歌そのままで、2番の歌詞は岡本が新たに作ったものである。
当初は自主レーベル「ドリームレコード」からの発売だったが、有線放送から人気が出て東芝EMIから正式リリースされた。オリコンチャートで最高11位に入り、約70万枚を売り上げた。
タイトルの「日本」の読みは「にほん」であるが、歌詞中では「にっぽん」と歌われている。作詞した岡本は「作詞している時にタイトルはどっちの発音にしようかな?、歌の中はどっちの発音で歌おうかな?って悩みましたが、結局タイトルの方は優しく響いて聞こえるように《にほん》にして、歌の中では力強く歌って貰える様にと《にっぽん》にしました。」と語っている。
1985年12月発売のシングル「演歌・血液ガッタガタ」カセット版のB面に当時流行していた一気飲みコールを取り入れた「日本全国酒飲み音頭’86」が収録された。
2003年にバラクーダ＆ベートーベン鈴木がアンサーソング「帰ってきた酒飲み音頭」を発売した。作詞・作曲には岡本と鈴木のほかに森浩美が参加した。

## 歌詞
歌詞はなにかしら理由をつけて「酒が飲めるぞ」という内容になっている。
1番は1月から12月まで、年中行事など色々と理屈をつけながら、酒が飲めることを歌っている（正月・豆まき・ひな祭り・花見・子供の日・田植え・七夕・暑い・台風・運動会・何でもないけど・ドサクサ）。
2番は北は北海道から南は沖縄県まで、12の地方で名物や特産品などの筋合いを付け続けて、酒が飲めると歌っている。登場する地方に合わせて、共通語で「酒が飲めるぞ」という歌詞の語尾が各地方の方言っぽい表現(文法的には滅茶苦茶)となっている。
ただし、1番と2番ともに歌詞が後半になるほど、理由がいい加減になっていく事（例：「11月は何でもないけど」「12月はドサクサで」「沖縄は行った事ないけど」）が特徴である。
| 地方   | 名物       | 語尾             | 関連項目                                      |
| ------ | ---------- | ---------------- | --------------------------------------------- |
| 北海道 | 毛ガニ     | 「でないかい」   | 北海道方言#代表的な文末表現                   |
| 秋田   | きりたんぽ | 「ぞえ、ぞお」   | 秋田弁、秋田弁の音韻、ズーズー弁、東北方言    |
| 山形   | サクランボ | 「んだのー」     | 庄内方言、山形弁                              |
| 茨城   | 納豆       | 「っぺ、っぺよ」 | 茨城弁#代表的文末表現の「べ・っぺ」           |
| 静岡   | 静岡茶     | 「ずら」         | 静岡弁、長野・山梨・静岡方言#ず・す、ら・ずら |
| 京都   | 舞妓       | 「どす、どすえ」 | 京言葉#敬語                                   |
| 富山   | 越中褌     |                  | 富山弁#音調(アクセント)、垂井式アクセント     |
| 岡山   | 吉備団子   | 「ぞな」         | 岡山弁                                        |
| 愛媛   | イヨカン   | 「でのー」       | 伊予弁、四国方言                              |
| 長崎   | カステラ   | 「ばってん」     | 長崎弁、肥筑方言                              |
| 鹿児島 | 西郷隆盛   | 「とよ、とね」   | 薩隅方言                                      |
| 沖縄   |            |                  | （共通語で歌われる）                          |

## 収録曲
1. 日本全国酒飲み音頭
  - 作詞: 岡本圭司、作曲: ベートーベン鈴木、編曲: 西崎進
2. うそつきおんな
  - 作詞:  岡本圭司、作曲: ベートーベン鈴木、編曲: 倉光薫

## カバー
やすきよ漫才「我が子の運動会」などで横山やすしがこの歌を歌う。
1980年にはバラクーダのオリジナル版の演奏も担当した村山次郎とダスター・ポットによるカラオケ版がシングルとして発売される。B面は「おやじの海」。
1996年には李博士がアルバム「李博士のポンチャックで身長が5cm伸びた!」収録曲として韓国語でカバー（1番サビとリフレインでは日本語を使用）。収録にはベートーベン鈴木も参加した。2番は世界各国の文化を歌っている。
2003年には、阪神タイガースファンの吉本興業のメンバーが結成した勝吉本酔虎隊が『阪神タイガース 酒飲み音頭2003』としてカバーした。メンバーは月亭八方、桂きん枝、蛍原徹、FUJIWARA、中川家、島田珠代、武内由紀子。歌詞に井川、今岡、赤星、金本など当時の選手名が登場する。
2010年にはET-KINGがシングル「サクラサク」のカップリング曲としてカバーした。
2015年には怒髪天がアルバム『怒髪天 酒唄傑作選 〜オヤジだョ! 全員酒豪〜』でカバーした。スネオヘアー、レキシなど多数のアーティストが合唱団として参加している。
2021年にはミツカンの「ごま豆腐鍋つゆ」のCM「日本全国鍋うま音頭篇」で“酒”を“鍋”にした替え歌が使用された。